# Нерівність Ердеша — Морделла
Нерівність Ердеша-Морделла — наступна нерівність:
Якщо {\displaystyle \ P} точка всередині трикутника {\displaystyle \ ABC}, а {\displaystyle \ X,Y,Z} основи перпендикулярів опущених з точки {\displaystyle \ P} на сторони {\displaystyle \ BC,AC,AB} відповідно, то 
{\displaystyle AP+BP+CP\geq 2(PX+PY+PZ)}

## Про нерівність
Нерівність вперше була сформульована Палом Ердешем у журналі American Mathematical Monthly у 1935 році і у цьому ж році була доведена Морделлом. Найвідоміші доведення - це доведення Андже Авеза через теорему птолемея, Леона Банко через подібність трикутників і обрахунок кутів, Вілмоса Коморніка через площі, а також Луіса Морделла із використанням тригонометрії.

## Доведення
Для початку доведемо нерівність {\displaystyle AP\geq {\dfrac {AB}{BC}}PY+{\dfrac {AC}{BC}}PZ} (єдина різниця між доведеннями перечисленими вище є, як вони доводять цю нерівність). Наведемо класичне доведення цієї нерівності.
Застосувавши теорему синусів, до нерівності {\displaystyle AP\geq {\dfrac {AB}{BC}}PY+{\dfrac {AC}{BC}}PZ} отримаємо, 
{\displaystyle AP\sin {\alpha }\geq PY\sin {\gamma }+PZ\sin {\beta }}
остання нерівність негайно слідує, з того, що величина проєкції відрізку {\displaystyle \ YZ} на пряму {\displaystyle \ BC} не перевищуватиме величину самого відрізка.
Аналогічно можна довести, що {\displaystyle BP\geq {\dfrac {AB}{AC}}PX+{\dfrac {BC}{AC}}PZ} та {\displaystyle CP\geq {\dfrac {AC}{AB}}PX+{\dfrac {BC}{AB}}PY}, додавши три нерівності і застосувавши між нерівність Коші, для двох елементів отримаємо
{\displaystyle {\begin{aligned}AP+BP+CP&\geq 2\left(PX\left({\dfrac {AB}{AC}}+{\dfrac {AC}{AB}}\right)+PY\left({\dfrac {AB}{BC}}+{\dfrac {BC}{AB}}\right)+PZ\left({\dfrac {BC}{AC}}+{\dfrac {AC}{BC}}\right)\right)\\&\geq 2(AB+BC+AC).\\\end{aligned}}}

## Схожі нерівності
Часто на математичних олімпіадах пропонують нерівності, які схожі на нерівність Ердеша Морделла тобто теж пов'язують величини {\displaystyle \ PX,PY,PZ,AP,BP,CP.}
Зокрема нерівність, що була доведена Луісом Морделлом у 1962:
{\displaystyle AP\cdot BP\cdot CP\geq (PX+PY)(PY+PZ)(PX+PY)}
Такі нерівності часто доводять використовуючи, що
{\displaystyle AP\geq {\dfrac {AB}{BC}}PY+{\dfrac {AC}{BC}}PZ} і {\displaystyle AP\geq {\dfrac {BC}{AB}}PY+{\dfrac {BC}{AC}}PZ.}

### Класичні нерівності в трикутнику
Перша нерівність була доведена нами раніше, доведемо другу.
Нехай {\displaystyle \ H_{A},H_{B},H_{C}} основи перпендикулярів опущених, з вершин {\displaystyle \ A,B,C} на сторони {\displaystyle \ BC,AC,AB}. {\displaystyle \ S} — площа трикутника. 
Зауважимо, що {\displaystyle AP+PX\geq AH_{A}} і {\displaystyle {\dfrac {1}{2}}AH_{A}\cdot BC=S={\dfrac {1}{2}}PX\cdot BC+{\dfrac {1}{2}}PY\cdot AC+{\dfrac {1}{2}}PZ\cdot AB} отримавши з останнього {\displaystyle \ AH_{A}} і поклавши його в перше отримаємо
{\displaystyle AP\geq {\dfrac {BC}{AB}}PY+{\dfrac {BC}{AC}}PZ.}